# Бяла нощ
Бяла нощ е природно явление, което се наблюдава само в полярните области на Земята, и при което Слънцето не залязва, а само докосва хоризонта в полунощ. В областите между полюсите и полярните кръгове, за определен период то не залязва 24 или повече часа. На самите полюси белите нощи продължават теоретичнопо 6 месеца, въпреки че действителните периоди на светлина и тъмнина се променят от периодите на полумрак.. Със същата продължителност е и обратното явление - тъмните дни през зимата. Белите и полярните нощи са природни феномени, които могат да се наблюдават по едно и също време на различните полукълба на Земята – когато в дадено полукълбо се наблюдават белите нощи, полярната област в другото полукълбо е потънала в мрак от дългата почти половин година полярна нощ. 
Ефектът настъпва около 21/22 юни, когато е лятното слънцестоене за географски ширини от северния полярния кръг (в северното полукълбо). Същият ефект се наблюдава и по време на зимното слънцестоене, на 21/22 декември, на географските ширини от Антарктическия кръг (в южното полукълбо). 
Явлението "бели нощи" се дължи на наклона на земната ос. Земята обикаля около Слънцето по равнина, наречена еклиптика. Земният екватор е наклонен спрямо еклиптиката на 23° 27’, в резултат на което Северният и Южният полюс са обърнати към Слънцето за 6 месеца. Например близо до лятното слънцестоене, на 21 юни, северното полукълбо достига своя максимален наклон към Слънцето и Слънцето осветява цялата полярна област до географска ширина +66° 34’. Тя очертава Полярния кръг, най-южната ширина от северното полукълбо, където може да се наблюдава среднощното слънце по време на лятното слънцестоене. Атмосферните отражения позволяват в някои дни този феномен да бъде наблюдаван и извън полярния кръг, до 60 – 80 km на юг от неговите граници. На географски ширини, по-големи от 60°34′ в определен период през лятото Слънцето видимо не залязва или остава за кратко под хоризонта и през цялата нощ се наблюдава полумрак. 